# Tuffley
Tuffley är en ort i unparished area Gloucester, i distriktet Gloucester, i grevskapet Gloucestershire i England. Tuffley var en civil parish 1866–1900 när blev den en del av Gloucester, Quedgeley och Whaddon. Civil parish hade 872 invånare år 1891. Byn nämndes i Domedagsboken (Domesday Book) år 1086, och kallades då Tuffelege.